# Caitlin Foord
Caitlin Jade Foord (Shellharbour, 11 de novembro de 1994) é uma futebolista profissional australiana que atua como meia.

## Carreira
Caitlin Foord integrou o elenco da Seleção Australiana de Futebol Feminino, nas Olimpíadas de 2016. 